# Journal Article Tag Suite
El Journal Article Tag Suite (JATS) es un formato XML utilizado para describir la literatura científica publicada en línea. Se trata de un estándar técnico desarrollado por la Organización Nacional de Estándares de Información (NISO) y aprobado por el American National Standards Institute con el código Z39.96-2012.
El proyecto NISO fue una continuación del trabajo realizado por NLM / NCBI y popularizado por PubMed Central de NLM como un estándar de facto para el archivo y el intercambio de revistas científicas de acceso abierto y sus contenidos con XML.
Con la estandarización NISO, la iniciativa NLM ha ganado un alcance más amplio, y varios otros repositorios, como SciELO y Redalyc, adoptaron el formato XML para artículos científicos.
El JATS proporciona un conjunto de elementos y atributos XML para describir el contenido textual y gráfico de artículos de revistas, así como algunos materiales que no son artículos, como cartas, editoriales y reseñas de libros y productos. JATS permite descripciones del contenido completo del artículo o solo de los metadatos del encabezado del artículo. También permite otros tipos de contenido, incluidos artículos de investigación y no relacionados con la investigación, cartas, editoriales y reseñas de libros y productos.
La última versión de JATS fue publicada el 31 de octubre de 2024 con la denominación ANSI/NISO Z39.96-2024, JATS: Journal Article Tag Suite, version 1.4.